# Cœnurose

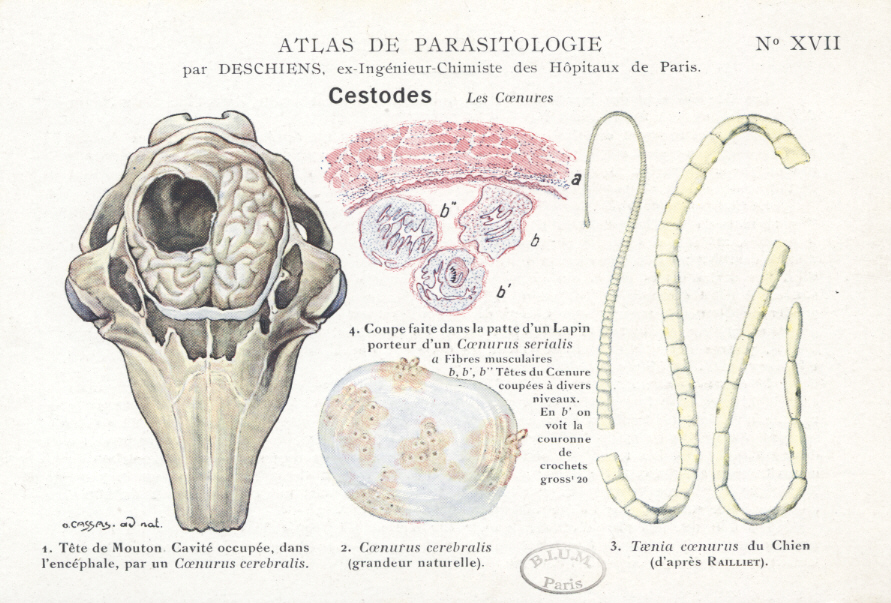
Taenia multiceps

La cœnurose est une maladie parasitaire qui touche les lapins, les ovins et les caprins. Elle est causée par Cœnurus cerebralis, stade larvaire de Taenia multiceps, et Coenurus serialis, larve de Taenia multiceps serialis.